# Кондрич
45°17′ пн. ш. 18°17′ сх. д. / 45.28° пн. ш. 18.28° сх. д.
Кондрич (хорв. Kondrić) — населений пункт у Хорватії, в Осієцько-Баранській жупанії у складі громади Трнава.

## Населення
Населення за даними перепису 2011 року становило 230 осіб.
Динаміка чисельності населення поселення:

## Клімат
Середня річна температура становить 10,97 °C, середня максимальна – 25,34 °C, а середня мінімальна – -6,03 °C. Середня річна кількість опадів – 734 мм.
| Клімат поселення                              | Клімат поселення | Клімат поселення | Клімат поселення | Клімат поселення | Клімат поселення | Клімат поселення | Клімат поселення | Клімат поселення | Клімат поселення | Клімат поселення | Клімат поселення | Клімат поселення | Клімат поселення |
| Показник                                      | Січ.             | Лют.             | Бер.             | Квіт.            | Трав.            | Черв.            | Лип.             | Серп.            | Вер.             | Жовт.            | Лист.            | Груд.            |                  |
| Середній максимум, °C                         | 6,06             | 8,13             | 12,63            | 17,21            | 22,37            | 25,34            | 25,15            | 24,56            | 20,43            | 15,08            | 9,25             | 5,30             |                  |
| Середня температура, °C                       | 0,02             | 2,08             | 6,60             | 11,16            | 16,32            | 19,29            | 21,19            | 20,62            | 16,50            | 11,14            | 5,32             | 1,37             |                  |
| Середній мінімум, °C                          | −6,03            | −3,96            | 0,54             | 5,12             | 10,29            | 13,25            | 17,26            | 16,69            | 12,56            | 7,20             | 1,40             | −2,58            |                  |
| Норма опадів, мм                              | 47               | 46               | 44               | 55               | 68               | 95               | 67               | 63               | 53               | 65               | 72               | 59               |                  |
| Середньомісячна швидкість вітру, м/с          | 2.04             | 2.31             | 2.59             | 2.50             | 2.22             | 2.06             | 2.00             | 1.86             | 1.83             | 1.92             | 2.02             | 2.10             |                  |
| Середньомісячна сонячна радіація, кДж/м²·день | 4306             | 6969             | 10937            | 15327            | 19179            | 21204            | 22176            | 20408            | 14960            | 9336             | 4936             | 3628             |                  |
| --------------------------------------------- | ---------------- | ---------------- | ---------------- | ---------------- | ---------------- | ---------------- | ---------------- | ---------------- | ---------------- | ---------------- | ---------------- | ---------------- | ---------------- |
| Джерело:                                      |                  |                  |                  |                  |                  |                  |                  |                  |                  |                  |                  |                  |                  |